# Géologie de l'Oise selon l'échelle des temps géologiques

## Géologie du département de l'Oise
|  | X :        | Remblais |
|  | Fz :       | Alluvions récentes : argiles et limons, parfois tourbeux |
|  | FzT :      | Alluvions récentes associées à des tourbes |
|  | Fy :       | Alluvions anciennes : sables et graviers |
|  | Fx :       | Alluvions des hautes terrasses : sables et cailloux siliceux                                                                                                 |
|  | F :        | Alluvions anciennes d'âge indéterminé : galets, sables |
|  | Fp :       | Cailloutis des plateaux (Pliocène) |
|  | CF-FC :    | Colluvions de dépressions, limons de fond de vallée sèche et de piedmont                                                                                     |
|  | U :        | Tufs récents (Quaternaire) |
|  | Dd :       | Sables éoliens formant des dunes (Quaternaire) |
|  | D :        | Sables éoliens de couverture (Quaternaire) |
|  | OE :       | Limons sableux de bas de pente et de glacis, d'origine mixte à dominante éolienne                                                                            |
|  | CPIII-IV : | Colluvions alimentées essentiellement par les Cailloutis de Gisors                                                                                           |
|  | CRªg :     | Colluvions alimentées essentiellement par des éléments résiduels du Rupélien (‘Stampien’) et du Bartonien : meulières, grès, parfois galets                  |
|  | Ceg :      | Epandages hétérogènes à cailloutis de meulière, de grès et de silex alimentés par le Bartonien (faciès ‘Ludien’ et ‘Auversien’)                              |
|  | Ce6b2 :    | Colluvions alimentées essentiellement par les galets résiduels marinésiens (Bartonien) : galets arrondis et sables                                           |
|  | Ce6a :     | Colluvions alimentées par les sables résiduels auversiens |
|  | Ce4a1 :    | Colluvions alimentées par les argiles sparnaciennes |
|  | Cc :       | Colluvions de pente alimentées par les formations crayeuses du Crétacé                                                                                       |
|  | Cl :       | Limon brun de pente colluvionné |
|  | C :        | Colluvions polygéniques de versants : limons, silex, fragments de craie et de calcaire, sables, argiles, etc                                                 |
|  | CS :       | Limon de pente à silex colluvionné |
|  | E :        | Eboulis, glissements en masse de terrains tertiaires |
|  | PIII-IV :  | Epandage de glacis des Cailloutis de Gisors : galets et cailloutis de silex, de meulière et de grès (Quaternaire ancien)                                     |
|  | LP :       | Limons argileux des plateaux, à composante loessique |
|  | Ls :       | Limons sableux des plateaux : mélange de limons argileux et de sables tertiaires                                                                             |
|  | Ls-LPS :   | Limons sableux mêlés à des limons à silex |
|  | LPS :      | Limon à silex : limon argileux à fragments de silex, en plateau et colluvionné sur pente                                                                     |
|  | RF :       | Formation résiduelle issue des alluvions anciennes : galets fluviatiles et fragments de silex et de meulière                                                 |
|  | RPIII-IV : | Formation résiduelle issue des Cailloutis de Gisors |
|  | Rg1d :     | Formation résiduelle composée de fragments et de blocs de meulière (‘Stampien’ silicifié) dans une matrice sableuse                                          |
|  | Re6b :     | Formation résiduelle issue de galets marinésiens : galets de silex arrondis, dans une matrice sableuse                                                       |
|  | Re6a-b :   | Formation résiduelle issue des galets auversien ou marinésien : galets de silex arrondis, dans une matrice sableuse                                          |
|  | Re3-4S :   | Formation résiduelle issue des galets du Thanétien indifférencié                                                                                             |
|  | Re3-4G :   | Formation résiduelle issue des galets du sommet du Thanétien : galets de silex arrondis dans une matrice sableuse, localement mêlée à la Formation de Gisors |
|  | Re3g :     | Formation résiduelle issue des galets de la base du Thanétien : galets de silex arrondis ou émoussés, silex verdis non usés.                                 |
|  | Rs :       | Formation résiduelle à silex (issus de la craie crétacée et du Thanétien) dans une matrice argileuse ou argilo-sableuse , souvent solifluée sur les pentes   |

|  | g1d : | Calcaire lacustre secondairement silicifié (‘Meulières de Montmorency’) (Rupélien -‘Stampien’- supérieur)                       |
|  | g1c : | Sables de Fontainebleau (Rupélien -‘Stampien’- supérieur, partie moyenne)                                                       |
|  | g1b : | Marnes à huîtres, Argiles à corbules (Rupélien -‘Stampien’- inférieur)                                                          |
|  | g1a : | Argile verte de Romainville, Caillasses d'Orgemont, Calcaire de Sannois (faciès ‘Sannoisien’) (Rupélien -‘Stampien’- inférieur) |

|  | e7 :     | Calcaire et marne à Pholadomya ludensis, Marnes et masse du gypse, Marnes supragypseuses (faciès ‘Ludien’) (Priabonien indifférencié) |
|  | e7b :    | Marnes supragypseuses : marnes blanchâtres, verdâtres et grises (‘Marnes bleues d'Argenteuil, Marnes blanches de Pantin’) (faciès ‘Ludien’ supérieur) (Priabonien)                                                                        |
|  | e7a :    | Falun du Vouast, Marnes et calcaires lacustres, Marnes à Pholadomya ludensis, gypse, marnes et calcaires (faciès ‘Ludien’ inférieur et moyen) (Priabonien)                                                                                |
|  | e6b :    | Calcaire de Ducy, Horizon de Mortefontaine, Calcaire de Saint-Ouen (faciès ‘Marinésien’) (Bartonien supérieur indifférencié) |
|  | e6b2 :   | Sables et grès de Marines, Sables de Cresnes, Sables de Monceau (faciès ‘Marinésien’ supérieur) (Bartonien supérieur) |
|  | e6b1 :   | Sable quartzeux verdâtre d'Ezanville, Calcaire de Ducy, Horizon de Mortefontaine et Calcaire et Marnes de Saint-Ouen (faciès &‘Marinésien’ inférieur et moyen) (Bartonien supérieur)                                                      |
|  | e6a :    | Sables d'Auvers et Sables de Beauchamps (faciès ‘Auversien’) (Bartonien inférieur indifférencié) |
|  | e6a2-4 : | Série supérieure sableuse du faciès ‘Auversien’ (Bartonien inférieur) |
|  | e6a4 :   | Sables de Beauchamp (faciès ‘Auversien’) (Bartonien inférieur) |
|  | e6a3 :   | Argiles (‘Argile de Saint-Gobain, Argiles de Villeneuve-sur-Verberie’) (faciès ‘Auversien’) (Bartonien inférieur) |
|  | e6a2 :   | Sables roux à niveaux de galets (‘Sables d'Auvers’)(faciès ‘Auversien’) (Bartonien inférieur) |
|  | e6a1 :   | Calcaires lacustres à intercalation marine (‘Calcaire de Montagny-en-Vexin inférieur et supérieur’) (faciès ‘Auversien’) (Bartonien inférieur)                                                                                            |
|  | e5 :     | Sables calcaires à glauconie, Calcaire à Nummulites laevigatus, Calcaire à milioles, Calcaire à cérithes et Marnes et Caillasses (Lutétien indifférencié)                                                                                 |
|  | e5b-c :  | Calcaire grossier et Calcaire à cérithes (Lutétien moyen et supérieur) |
|  | e5c :    | Calcaire à milioles, Calcaire à cérithes, Marnes et Caillasses (Lutétien supérieur) |
|  | e5bD :   | Calcaire grossier dolomitisé (Lutétien moyen) |
|  | e5b :    | Calcaire et sable calcaire à molllusques et foraminifères benthiques : milioles, alvéolines et orbitolites (‘Calcaire grossier’) (Lutétien moyen)                                                                                         |
|  | e5aD :   | Faciès dolomitique du Lutétien inférieur |
|  | e5a-b :  | Calcaire grossier à glauconie, Calcaire à milioles, Banc à verrains, Calcaire à Orbitolites (Lutétien inférieur et moyen) |
|  | e5a :    | Calcaires et sables glauconieux (‘Glauconie grossière’), Calcaire à Nummulites laevigatus (‘Pierre à Liards’) (Lutétien inférieur) |
|  | e4bD :   | Faciès dolomitique du ‘Cuisien’ |
|  | e4b :    | Argile de Laon, Sables de Cuise s.l. (faciès ‘Cuisien’ indifférencié) (Yprésien supérieur) |
|  | e4b2 :   | Argile de Laon (faciès ‘Cuisien’ supérieur) (Yprésien supérieur) |
|  | e4b1 :   | Sables de Cuise (faciès ‘Cuisien’ inférieur)(Yprésien supérieur) |
|  | e4a :    | Marno-calcaires, argiles à lignite et argiles et sables coquilliers (faciès ‘Sparnacien’ indifférencié) (Yprésien inférieur) |
|  | e4a3 :   | Sables à galets, sables argileux coquilliers (‘Sables de Sinceny’), Faluns à cyrènes et à huîtres (‘Fausses glaises’) (faciès ‘Sparnacien’moyen et terminal) (Yprésien inférieur)                                                         |
|  | e4a2 :   | Argiles plastiques à lits gréseux à débris végétaux et bancs ligniteux (‘Argiles et lignites du Soissonnais’) (faciès ‘Sparnacien’ inférieur) (Yprésien inférieur)                                                                        |
|  | e4a1 :   | Marnes azoïques (‘Marnes de Sinceny’), Marnes sableuses à huitres (‘Marnes de Marquéglise’), calcaire laguno-marin (‘Calcaires de Mortemer’), sables calcaires (‘Calcaires de Clairoix’) (faciès ‘Sparnacien’ inférieur) (Yprésien basal) |

|  | e3G : | Conglomérat à galets de silex arrondis (‘avellanaires’) du sommet des Sables de Bracheux (Thanétien supérieur)                                                 |
|  | e3 :  | Sables à débris coquilliers et sables à débris ligniteux (‘Sables de Bracheux’) (Thanétien supérieur)                                                          |
|  | e3g : | Conglomérat à blocs, galets et gravier de silex dans une matrice sableuse (‘Cailloutis à silex verdis’ en base des ‘Sables de Bracheux’) (Thanétien supérieur) |
|  | e2b : | Calcaire à polypiers et calcaire bioclastique (‘Calcaire de Laversines’) (faciès ‘Montien’)(Sélandien)                                                         |
|  | e2a : | Calcaire bioclastique à lithoclastes de craie (‘Calcaire et conglomérat de Jaméricourt’) (faciès ‘Montien’)(Sélandien)                                         |

|  | C5M :   | Craie marmorisée du sommet du Campanien                                                                                       |
|  | C3-5 :  | Craie blanche à bélemnitelles et Craie à Micraster (Sénonien indifférencié)                                                   |
|  | C5 :    | Craie blanche à silex à bélemnitelles (Campanien)                                                                             |
|  | C4 :    | Craie blanche à silex à Micraster coranguinum (Santonien)                                                                     |
|  | C3 :    | Craie blanche à silex à Micraster decipiens (Coniacien)                                                                       |
|  | C2-3a : | Craie à silex blanchâtre à lits indurés jaunâtres (Turonien supérieur et Coniacien basal non différenciés)                    |
|  | C2 :    | Craie marneuse grise ou blanchâtre (Turonien indifférencié)                                                                   |
|  | C2c :   | Craie marneuse grise à rares silex, indurée à la partie supérieure (Turonien supérieur)                                       |
|  | C2b :   | Craie marneuse blanche à rares silex (Turonien moyen)                                                                         |
|  | C2a :   | Craie marneuse grisâtre (Turonien inférieur)                                                                                  |
|  | C1 :    | Craie grise à débit en plaquettes, craie marneuse, coiffant un fin niveau sableux calcaréo-glauconieux à la base (Cénomanien) |

|  | n6c-d : | Marnes blanchâtres à horizons siliceux (faciès ‘Gaize’) (Albien supérieur-‘Vraconien’) |
|  | n6b :   | Argiles grises (‘Argiles du Gault’) (Albien moyen et supérieur)                        |
|  | n6a :   | Sables argileux à glauconie (‘Sables verts’) (Albien inférieur)                        |
|  | n4 :    | Argiles plastiques versicolores (‘Argiles panachées’) (Barrémien)                      |
|  | n1-4 :  | Sables, argiles et fins lits de lignite (faciès ‘Wealdien’) (Néocomien-Barrémien)      |

|  | j7c : | Argiles brunes et sables ocres à plaquettes gréseuses à trigonies (Tithonien-‘Portlandien’- supérieur)     |
|  | j7b : | Argiles, marno-calcaires, grès, sables et lumachelles à exogyres (Tithonien-‘Portlandien’- moyen)          |
|  | j7a : | Calcaire micritique beige clair (‘Calcaire lithographique’) (Tithonien-‘Portlandien’- inférieur)           |
|  | j6 :  | Argiles plastiques grises à noires, avec passées de sables et lumachelles à Exogyra virgula (Kimméridgien) |